# Weronika Papiernik
Weronika Aleksandra Papiernik, po mężu Wesołowska (ur. 4 maja 1998) – polska koszykarka występująca na pozycjach rozgrywającej lub  rzucającej, obecnie zawodniczka KS Basket 25 Ekstraklasy Sp. z oo Bydgoszcz.

## Osiągnięcia
Stan na 2 maja 2024, na podstawie, o ile nie zaznaczono inaczej.

### Drużynowe

#### Seniorskie
5x5
- Uczestniczka Lotto 3x3 Ligi Kobiet (2023 – 5. miejsce)

#### Młodzieżowe
5x5
- Mistrzyni Polski juniorek (2015)[2]
- Wicemistrzyni Polski juniorek (2016)[3]
- Brązowa medalistka mistrzostw Polski: 
  - juniorek starszych (2018)[4]
  - kadetek (2014)[5]

3x3
- Wicemistrzyni:
  - Młodzieżowych Mistrzostw Polski 3x3 U–23 (2021)
  - Wielkopolski 3x3 U–23 (2019)
- Uczestniczka Młodzieżowych Mistrzostw Polski 3x3 U–23 (2020 – 4. miejsce, 2021)

### Indywidualne

#### Seniorskie
- Zaliczona do I składu kolejki OBLK (15 – 2023/2024)[6]

#### Młodzieżowe
- MVP mistrzostw Polski juniorek (2015)[2]
- Zaliczona do I składu mistrzostw Polski juniorek (2016)[3]

### Reprezentacja
5x5
- Uczestniczka mistrzostw Europy:
  - U–20 (2017 – 10. miejsce)
  - U–18 (2015 – 14. miejsce)

3x3
- Brązowa medalistka Ligi Narodów FIBA 3x3 U–23 (2021)
- Uczestniczka World Urban Games (2019 – 7. miejsce)